# Dredge
Pour l’article homonyme, voir Dredge-up.
Dredge est un jeu vidéo de pêche indépendant, développé par le studio néo-zélandais Black Salt Games et publié par l'éditeur Team17. Il sort le 30 mars 2023 sur les plateformes Microsoft Windows, PlayStation 4 et PlayStation 5, Xbox One et Xbox Series S/X et Nintendo Switch. Le jeu arrive sur Android, iOS et macOS le 18 décembre 2024. 
Le joueur incarne un pêcheur chargé d'approvisionner plusieurs ports en poissons, lesquels se trouvent dans des biotopes dangereux et se métamorphosant à la nuit tombée en environnements d'horreur inspirés par l'œuvre de H.P. Lovecraft.

## Synopsis
Un pêcheur s'embarque pour la ville côtière de Greater Marrow, située dans un archipel lointain, pour accepter une offre d'emploi en tant que pêcheur local de la ville. Bien que le travail soit assez normal, le pêcheur commence bientôt à remarquer des phénomènes étranges, surtout la nuit où il rencontre d'étranges brumes, des rochers surgissant soudainement de nulle part, des navires fantômes, une faune hostile, des monstres marins et le sentiment d'être observé. De plus, alors qu'il navigue autour de l'archipel, il commence à trouver et à récupérer des messages dans des bouteilles, qui sont des entrées de journal écrites par une jeune mariée connue uniquement sous le nom de J.J. alors qu'elle raconte comment elle est arrivée pour la première fois dans l'archipel avec son mari, qu'elle a vu extraire du fond de la mer un mystérieux cercueil, qu'il a ensuite ouvert et libéré une sorte de pouvoir surnaturel. Après avoir réveillé une créature dans les profondeurs, il détruisit leur bateau, tuant sa femme et s'échouant ainsi que le vieux maire sur une petite île.
Le pêcheur rencontre alors un homme appelé le collectionneur, qui vit seul sur une île isolée. Le collectionneur charge le pêcheur d'explorer les autres îles de l'archipel et les ruines antiques qu'elles cachent pour récupérer de nombreuses reliques. Le collectionneur utilise également un livre spécial appelé le Livre des Profondeurs pour accorder au pêcheur des pouvoirs surnaturels qu'il peut utiliser lors de ses expéditions. Une fois que le pêcheur a récupéré toutes les reliques, il peut choisir de les remettre au collectionneur ou de les retenir.
Si le Pêcheur remet les reliques, le Collectionneur révèle qu'il est le mari de J.J., qui a récupéré le Livre des Profondeurs dans le cercueil et a découvert un rituel qui pourrait ressusciter J.J. Il demanda au pêcheur de rassembler les reliques, tous les objets personnels de J.J. 's, car ils sont nécessaires au rituel. Le pêcheur emmène le collectionneur dans la partie de l'océan où J.J. s'était noyée et accomplit le rituel en jetant les reliques collectées par-dessus bord. Le rituel ressuscite avec succès J.J., mais réveille également une énorme bête surnaturelle qui détruit Greater Marrow et vraisemblablement le reste du monde.
Si le pêcheur retient les reliques, il affronte le collectionneur et découvre, à sa grande surprise, que le collectionneur est le produit de sa propre imagination, étant un avatar de ses propres souvenirs refoulés et de sa culpabilité face à la mort de J.J. Plutôt que de suivre les enchères du collectionneur, le pêcheur se dirige vers la mer et jette le Livre des Profondeurs dans l'océan, ce qui fait que lui et son bateau sont engloutis par un énorme monstre marin.

## Système de jeu

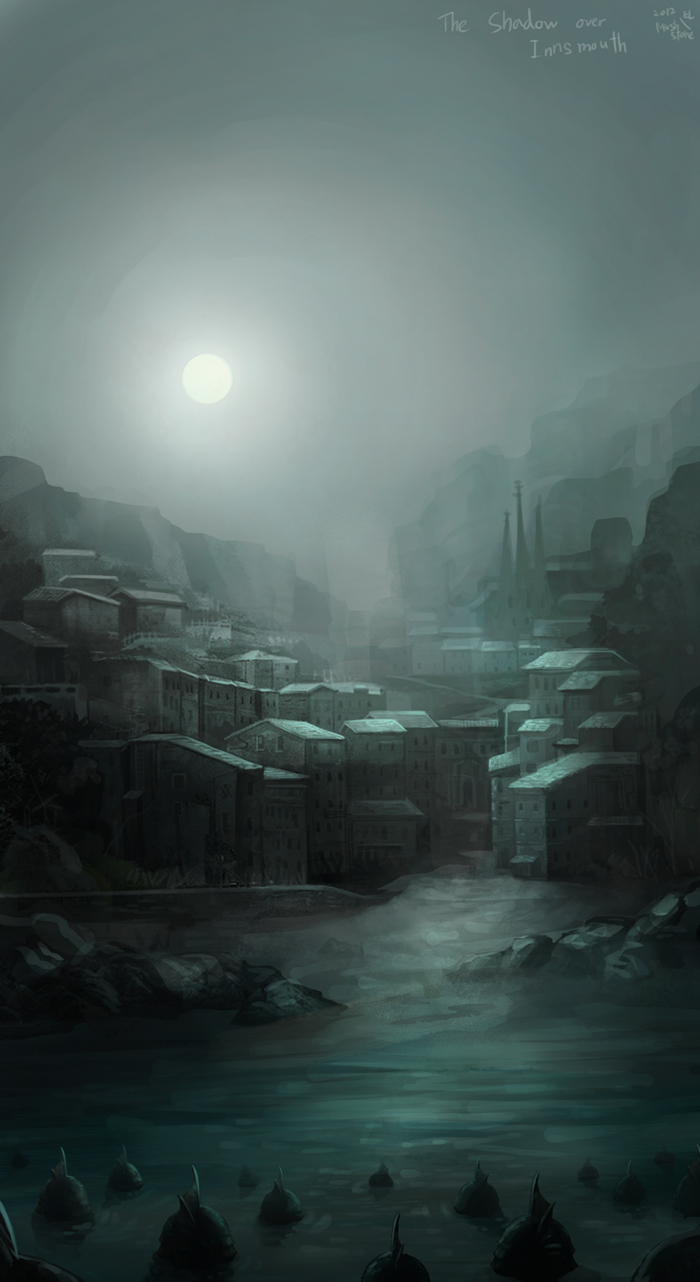
Le jeu recrée les ambiances angoissantes typiques de l'œuvre de H.P. Lovecraft, comme visible sur cette illustration du Cauchemar d'Innsmouth réalisée par Mushstone.

Le joueur contrôle un chalutier, dans un petit archipel d'île en open world. Le jeu intègre un système de cycle jour-nuit, faisant de la gestion du temps un élément important du gameplay.
Le jour, le jeu est calme, ressemblant à un simulateur de pêche normal. Pour pêcher, le joueur lance son filet, et un mini-jeu sous forme de QTE se lance, demandant d'appuyer sur un bouton au bon moment pour pouvoir récupérer sa prise. Le joueur peut également pêcher des trésors et des ressources utiles pour améliorer son bateau. Le joueur doit également rentrer au port pour vendre ses prises, acheter des améliorations ou encore parler à des PNJ, qui disposent tous d'une personnalité différente.
La nuit, le jeu devient plus proche d'un jeu d'horreur. Le joueur dispose d'une "barre de panique", qui augmente petit à petit plus il reste longtemps en mer dans la nuit. Si elle est trop élevée, il aura des hallucinations. Prendre le risque de pêcher la nuit est cependant récompensé par de plus grands gains, et par l'avancement de l'histoire du jeu. De plus, certaines espèces de poissons apparaissent seulement la nuit, forçant le joueur à prendre un certain risque pour en pêcher.

## Développement

### Production
Le développement du jeu commence en 2020. Il s'agit du premier jeu développé par le studio néo-zélandais Black Salt Games. Les développeurs se sont fortement inspirés des œuvres de H.P. Lovecraft, que ce soit pour l'aspect visuel ou l'aspect horrifique du jeu. Ils décident également d'utiliser le brouillard comme outil artistique pour rajouter du contraste entre le jour, très clair, et la nuit, où le joueur peut à peine voir devant lui.
Les développeurs ont très vite annoncé après la sortie du jeu travailler sur de nouvelles mises à jours gratuites, et un DLC payant.

### Thèmes
Le contraste entre le caractère relaxant du jeu (la mécanique de gameplay basique qui invite le joueur à accepter une requête de pêche et à sortir en mer pour l'exaucer) et son ambiance horrifique permet, selon ses développeurs, de faire mieux ressortir et apprécier au joueur la singularité de chaque expérience : « On ne peut pas exprimer que quelque chose est bruyant si ça n'a jamais été silencieux, et tout comme dans l'art, les couleurs complémentaires sont celles dont le contraste est le plus fort. Un jeu cozy dans lequel on sait que ce ne sera pas toujours cozy rend les moments décontractés encore plus forts »,.

## Accueil

### Critiques
Dredge est très bien accueilli par les critiques, obtenant des notes entre 80 et 85 sur le site Metacritic,,,. La presse y voit une ré-interprétation du genre des « cozy games » (jeux douillets), ou bien la création d'un sous-genre dans cette catégorie : un jeu cozy sombre, qui propose certes des mécaniques de jeu relaxantes invitant à la contemplation ou à la réflexion machinale, comme le mini-jeu similaire à Tetris imposant au joueur de régulièrement organiser son inventaire pour y faire de la place pour de nouveaux poissons ou bien le réconfort communautaire de devoir retourner discuter avec les habitants insulaires, mais qui cache de lourds secrets, cependant moins anxiogènes que ne pourrait l'être un jeu vidéo compétitif. Le site spécialisé Polygon considère ainsi que Dredge s'insère dans un mouvement initié par Don't Starve (2013), et plus récemment renforcé par Ori and the Blind Forest (2015), Night in the Woods (2017), Cozy Grove (2020) et Strange Horticulture (2022).
Ses effets visuels et son style low-poly sont considérés par les journalistes comme étant un point positif,. Journal du Geek apprécie également la "richesse" de l'expérience de jeu, qui lui donne une bonne durée de vie.
La conclusion du jeu est cependant critiquée,.

### Ventes
En octobre 2023, près de six mois après sa sortie, Dredge dépasse le million d'unités vendues. Il s'agit d'un chiffre particulièrement important pour un jeu vidéo indépendant, et vingt fois supérieur aux attentes des développeurs, qui espéraient en vendre 100 000 durant la première année. 100 000 ventes sont en fait réalisées dès la première journée de commercialisation.

### Distinctions
Le jeu est nommé à deux reprises lors des Games Awards 2023.

## Postérité
Dredge est alimenté dans les mois suivant sa sortie de plusieurs mises à jour gratuites. L'une d'elles, en juillet 2023, ajoute un mode dit « passif » permettant d'expérimenter le jeu sans certains de ses éléments effrayants, ainsi qu'un mode photographie et des créatures et évènements maritimes supplémentaires.
En avril 2024 est annoncée la mise en chantier d'une adaptation du jeu en film en prises de vue réelles.